# Kenta Tanno
Kenta Tanno (30 de agosto de 1986, prefectura de Miyagi) es un jugador profesional japonés que actúa como portero y que actualmente milita en el Cerezo Osaka de la J. League.

## Clubes
| Club                      | País  | Año         | Partidos jugados |
| ------------------------- | ----- | ----------- | ---------------- |
| FC Miyagi Barcelona Youth | Japón | ¿?          | ¿?               |
| Cerezo Osaka              | Japón | 2005-2007   | 0                |
| V-Varen Nagasaki (cedido) | Japón | 2007        | 4                |
| Cerezo Osaka              | Japón | 2008-2010   | 1                |
| Oita Trinita              | Japón | 2011 - 2013 | 41               |
| Cerezo Osaka              | Japón | 2014-       |                  |

- Datos: Q3244989